# Ostatniej nocy w Soho
Ostatniej nocy w Soho (ang. Last Night in Soho) – brytyjski horror psychologiczny z 2021 w reżyserii Edgara Wrighta; premiera filmu odbyła się 4 września 2021 na pokazie pozakonkursowym na 78. Międzynarodowym Festiwalu Filmowym w Wenecji.

## Fabuła
Eloise Turner, młoda dziewczyna zafascynowana swingującymi latami sześćdziesiątymi, przeprowadza się do Londynu, by studiować projektowanie mody. Zamieszkuje w pokoju wynajmowanym od pani Collins. Eloise wkrótce zaczyna doświadczać wizji Londynu w latach 60. XX wieku, których główną bohaterką jest początkująca piosenkarka Sandie.

## Obsada
Źródło:
- Thomasin McKenzie jako Eloise
- Anya Taylor-Joy jako Sandie
  - Diana Rigg jako panna Collins - stara Sandie
- Michael Ajao jako John
- Matt Smith jako Jack
- Terence Stamp jako Lindsay
  - Sam Claflin jako młody Lindsay
- Rita Tushingham jako Margaret Turner
- Synnøve Karlsen jako Jocasta

## Odbiór

### Reakcja krytyków
Film spotkał się z pozytywną reakcją krytyków. W agregatorze recenzji Rotten Tomatoes 75% z 303 recenzji uznano za pozytywne, a średnia ocen wystawionych na ich podstawie wyniosła 6,90 na 10. Z kolei w agregatorze Metacritic średnia ważona ocen z 55 recenzji wyniosła 66 punktów na 100.